# Верховний суд СРСР
Верхо́вний суд СРСР — найвищий судовий орган СРСР у 1923–1991 роках, який здійснював нагляд за судовою діяльністю судових органів СРСР, судових органів союзних республік у межах, встановлених законом, розглядав справи виняткової ваги, віднесені законом до його підсудності.
Суд обирався Верховною радою СРСР на 5 років. До його складу входили голова, його заступники, члени суду і народні засідателі, а також голови верховних судів союзних республік. Діяв у складі пленуму і трьох колегій: у цивільних справах, у кримінальних справах і військової.
Проягом 1924–1938 років головою суду був Олександр Винокуров.